# Rio Morales
Rio Morales es un personaje de apoyo ficticio en historias que presentan a Miles Morales, la segunda persona en asumir el manto de Spider-Man en el Universo Ultimate Marvel. El personaje, creado por el escritor Brian Michael Bendis y la artista Sara Pichelli, apareció por primera vez en Ultimate Comics Spider-Man Vol. 2 # 1 (noviembre de 2011), que se publicó como parte de la línea de libros Ultimate Marvel de Marvel Comics, que se ubican en un universo y una continuidad independientes del Universo Marvel. Rio es una mujer puertorriqueña que está casada con el afroamericano Jefferson Davis. Trabaja como Administradora de Operaciones del Hospital en el Hospital General de Brooklyn.

## Biografía
Mientras Jefferson desconfía de los superhéroes, Rio tiene una visión positiva de ellos en general y del nuevo Spider-Man en particular. Cuando el villano Venom ataca a Jefferson y luego persigue en el hospital donde su esposo está convaleciente, Spider-Man se enfrenta y derrota a Venom durante el cual Rio aprende que Miles es Spider-Man. Pero en el proceso, Río es asesinada por disparos de la policía. Ella se enorgullece de Miles antes de morir, y le dice a su hijo que no le cuente este secreto a Jefferson. La muerte de Rio hizo que Miles tomara un año sabático de ser Spider-Man.
Después de los acontecimientos de la historia de "Secret Wars" de 2015, Hombre Molécula paga la ayuda de Miles transfiriendo a la familia de Miles al universo de Marvel. Además, Río resucita. Jefferson es consciente de la doble vida de Miles, pero Rio no, aunque más tarde se entera de la verdad.

## En otros medios

### Televisión
- Rio Morales aparece en Ultimate Spider-Man vs. Los 6 Siniestros, con la voz de Maria Canals-Barrera.[10]
  - En el episodio 3, "A Miles de Kilómetros de Casa", Rio celebra su cumpleaños con hijo Miles (al saber de su doble vida como Spider-Man) antes de ir con Spider-Man a su universo original. Luego de que los universos vuelven a la normalidad, Rio se entera de que Miles va estar un tiempo en el universo original de Spider-Man, y que sabe que lo quiere mucho.
  - En el episodio 17, "Regreso al Univers-Araña - Parte 1", Rio aparece en la casa de Peter Parker por unos segundos a ver a Miles antes de desaparecer.
  - En el episodio 19, "Regreso al Univers-Araña - Parte 4", Rio es secuestrada por Wolf Spider, cuando Miles, Spider-Man y Spider-Woman fueron a salvarla. Luego de salvarla y al reunirse con Miles, Rio decide irse con él al universo original de Spider-Man.

### Película
- Rio Morales aparece en Spider-Man: Un nuevo universo, con la voz de Lauren Velez.[11] Se demuestra que ama a su hijo y se da a entender que ella realmente aprecia las heroicidades de Spider-Man a diferencia de su marido.

### Videojuegos
- Rio Morales aparece en el videojuego Spider-Man de 2018, con la voz de Jacqueline Pinol. Ella estuvo presente en el mitin de reelección del alcalde Norman Osborn cuando fue atacada por los Demonios Internos donde uno de los atacantes suicidas mató a Jefferson Davis.
- En el seguimiento de 2020, Spider-Man: Miles Morales, Rio hace campaña para un puesto en el Ayuntamiento en medio de un conflicto violento entre Roxxon y el Underground, y apoya las actividades de Miles como Spider-Man después de descubrir la identidad de su hijo.